# Маосянь
Маосянь (кит. упр. 茂县, пиньинь Mào xiàn, палл. Мао сянь) — уезд Нгава-Тибетско-Цянского автономного округа провинции Сычуань (КНР). Правление уезда размещается в посёлке Фэнъи.

## История
При империи Юань в 1272 году была образована область Маочжоу (茂州). При империи Цин в 1727 году область Маочжоу была преобразована в Непосредственно управляемую область Маочжоу (茂直隶州). После Синьхайской революции в Китае была произведена реформа структуры административного деления, и в 1913 году область была преобразована в уезд.
В 1950 году был создан Специальный район Маосянь (茂县专区), и уезд вошёл в его состав. В 1953 году Специальный район Маосянь был преобразован в Тибетский автономный район провинции Сычуань (四川省藏族自治区). В 1955 году была расформирована провинция Сикан, а её территория была присоединена к провинции Сычуань; так как в провинции Сикан также имелся Тибетский автономный район, то Тибетский автономный район провинции Сычуань был преобразован в Нгава-Тибетский автономный округ (阿坝藏族自治州). В 1958 году уезды Вэньчуань, Маосянь и часть уезда Лисянь были объединены в Маовэнь-Цянский автономный уезд (茂汶羌族自治县), но в 1963 году уезды Лисянь и Вэньчуань были воссозданы. В 1987 году Нгава-Тибетский автономный округ был переименован в Нгава-Тибетско-Цянский автономный округ, а Маовэнь-Цянский автономный уезд вновь стал уездом Маосянь.

## Административное деление
Уезд делится на 5 посёлков и 16 волостей.